# شعرانية
الشعرانية (بالإنجليزية: Hirsutism)‏ وهو ظهور للأِشعار لدى الأناث بتوزع ذكوري أي في مناطق محددة في الجسم بكميات غير طبيعية.

## نظرة على المرض
المرض منتشر بشكل ملفت للانتباه في العالم وخاصةً بين الفتيات في حوض البحر الأبيض المتوسط، وهي ظهور للأشعار ذات النمط التوزع الذكوري بكمية غير طبيعية، وتتغير صفات الشعر من صفة الوبر إلى شعر أسود كثيف (رجولي) في الوجه، شعر العانة والذي يمتد للسرة، تحت الأبطين.

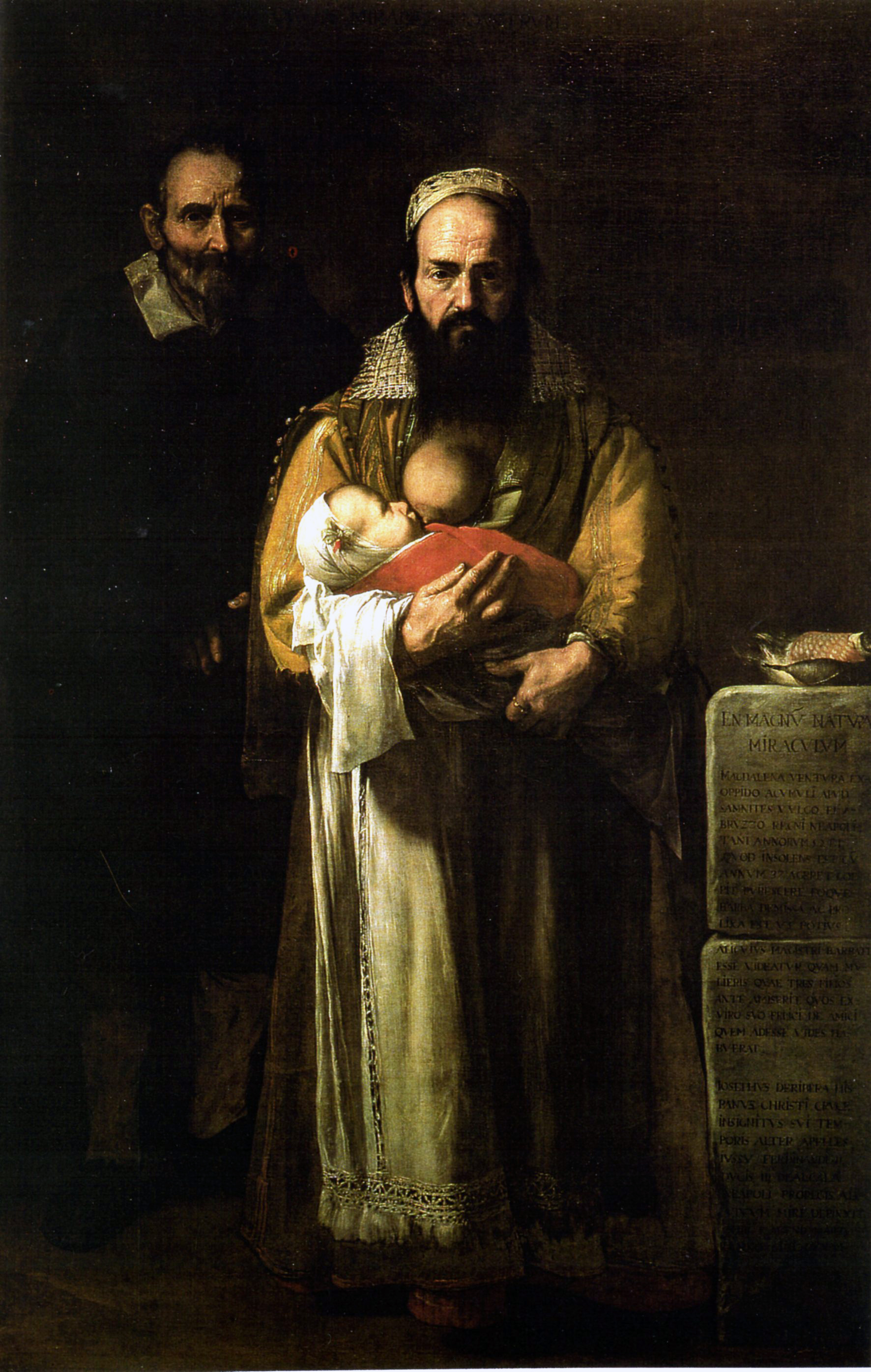
ماجدالينا فنتورا مع زوجها وابنها بريشة جوسيبي دي ريبيرا. متحف ديل برادو في مدريد.

الحالة مزعجة جداً اجتماعياً وتفقد الكثير من النساء الثقة بالنفس للظهور في المجتمع، لأن توزع الأشعار يقترب بنموه منه عند الرجال.
تدل الشعرانية على اضطراب هرموني بالجسم، فغالباً ما يُشاهَد ارتفاع في معدل الأندروجينات (الهرمون الذكوري) وانخفاض في معدل الاستروجينات (الهرمون الأنثوي).

## الأسباب

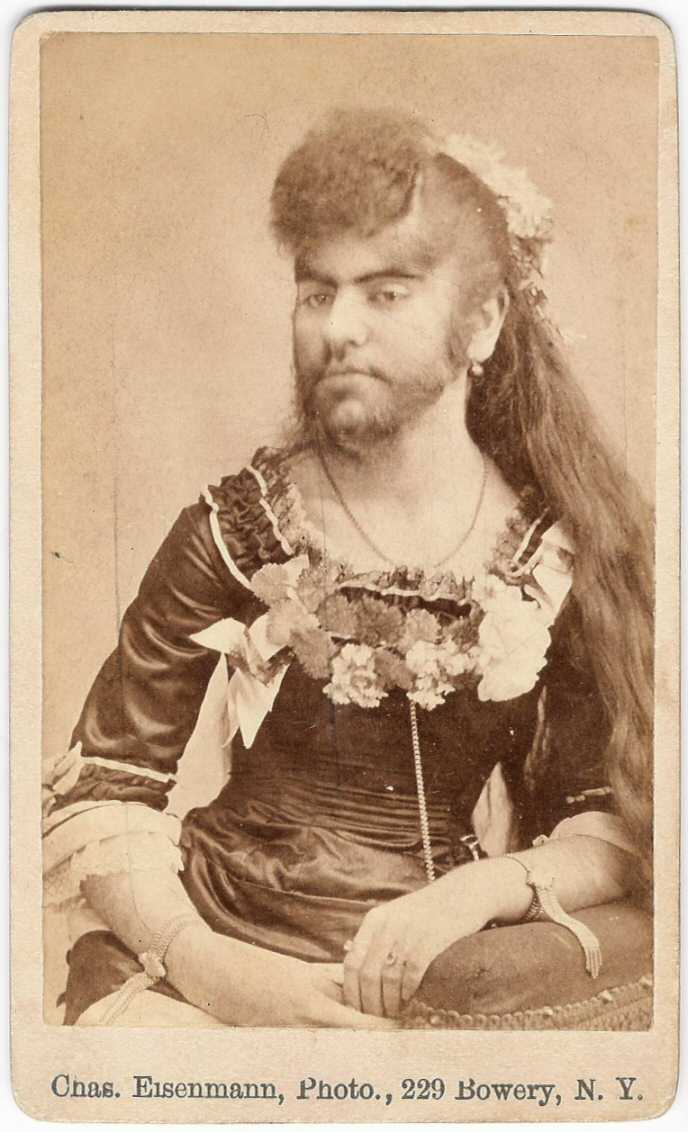
الشعرانية

الأسباب الأكثر انتشاراً ملخصة كالتالي :
- متلازمة المبيض متعدد الكيسات.

- متلازمة كوشينغ.

- أورام المبيض وأورام غدة الكظر.

- دوائي.

- فرط تنسج الكظر الخلقي.

- المقاومة للأنسولين.

- فرط تنسج سري للمبيض تالي لسن اليأس.

- البدانة.

والأسباب بشكل مفصل :
- أسباب مبيضية : هناك إفراز غير طبيعي للأندروجينات من المبيض :

- متلازمة المبيض متعدد الكيسات Polycystic Ovarian Syndrome وهي من أشيع الأسباب.
- فرط تنسج القراب.
- فرط تنسُّج خلايا سرة المبيض Hillus Cells Hyperplasia.
- الأورام المفرزة للأندروجينات في المبيض : وهي نادرة جداً وعادةً ما تكون خبيثة.
- أسباب كظرية: ويكون هناك اضطراب كظري يؤدي إلى زيادة إفراز الأندروجينات :

- متلازمة كوشينغ : خاصةً النوع الناجم عن فرط إفراز ACTH (النخامى أو المنتبذ) فرط إفراز الأندروجينات المؤدي للشعرانية.
- فرط تنسج قشر الكظر الولادي (C.A.H): له مظاهر سريرية متعددة تختلف حسب مدى عوز الخميرة، فقد يتظاهر مع شعرانية قليلة أو شعرانية شديدة مع استرجال وكبر حجم البظر.
- غدوم أو سرطان قشر الكظر.
- دوائية: يندرج تحتها أي دواء له تأثير أندروجيني :

- مركبات البروجسترون الصنعية: موجود في حبوب منع الحمل وتُستخدَم بكثرة.
- الستيروئيدات (الكورتيزون أو أحد مشتقاته) : كالديكساميتازون.
- الأدوية النفسية ومضادات الصرع : كالفينيتوين.
- خافضات الضغط: كالمينوكسيديل.
- ارتفاع البرولاكتين وقصور الدرق :

- يؤدي ارتفاع البرولاكتين لتحريض إفراز الأندروجين الكظري بشكل مباشر.
- يؤدي قصور الدرق لبطء في استقلاب الأندروجين.
- الشعرانية الذاتية مجهولة السبب (Idiopathic Hirsutism): تشكل مع متلازمة المبيض متعدد الكيسات 90% من أسباب الشعرانية. يُطلَق تعبير الذاتية عندما لا يُعثَر على أي من الأسباب السابقة كمسبب للشعرانية.

وقد وجد بأن كميات التستوسترون ضمن الطبيعي لكن يوجد فرط في نشاط خميرة 5-ألفا-ريدوكتاز (5-Alpha Reductase) المسؤولة عن تحويل التستوسترون إلى دي هيدروتستوسترون DHT في النسج المحيطية (خاصةً بصلات الشعر). ويتهم حالياً الأعذية والمستحضرات الكيماوية الدخيلة على حياتنا في احداثه.

## الاستقصاءات المخبرية والشعاعية
تجري الاستقصاءات حسب التوجه والشك السريري :
- فحص بالامواج فوق الصوتية للمبيضين.
- تصوير طبقي محوري (CT Scan) للغدة النخامية - المبيض - الكظر.
- معابرة التستستيرون بالدم (Testestirone).
- معايرة ديهيدرو أندروستيرون (DHEAS)، يعاير عند الشك بفرط تنسج قشر الكظر الولادي.
- معايرة الأندروستينديون (Androstendione).
- معايرة موجهات النخامة(FSH - LH).
- معايرة 17-هيدروكسي بروجسترون، يعاير عند الشك بفرط تنسج قشر الكظر الولادي.
- معايرة البرولاكتين، يعاير عند الشك بقصور الدرقية.
- معايرة هرمون الدرق (TSH)، يعاير عند الشك بقصور الدرقية.

## العلاج
المعالجة طويلة الامد وقد تأخذ عدة سنوات والاستجابة بطيئة وأحياناً غير مرضية، وعادةً الأشعار التي ظهرت لا تختفي بعد المعالجة وإنما يتم احتواء المرض وغالباً ما يحتاج إزلة الاشعار التي ظهرت لمعالجات أخرى موضعية (الليزر). ويكون العلاج حسب السبب :
- علاج متلازمة المبيض متعدد الكيسات :

- إما بالأستروجينات لتثبيط العمل الأندروجيني.
- أو استعمال بروجسترون له تأثير مضاد للأندروجين حبوب (ديان Diane).
- أو استخدام الميتفورمين (metformin) وهو عبارة عن خافض سكر دم فموي (نوعي لمتلازمة المبيض متعدد الكيسات) يُعطى بجرعة 500 ملغ/3 مرات يومياً لمدة 3 أشهر إلى سنة، وذلك انطلاقاً من مقاومة الأنسولين المُشاهَدة في متلازمة المبيض متعدد الكيسات.
- علاج فرط تنسج قشر الكظر الولادي :

- نستعمل التثبيط بالستيروئيدات السكرية (corticosteroids) (كورتيزول - بريدنيزولون).
- نختار الستيروئيدات حسب سن المريض :
= عند الأطفال: نستخدم الهيدروكورتيزون (Hydrocortisone).
= عند البالغين: نستخدم البريدنيزولون (Prednisolone) أو الديكساميثازون (Dexamethasone).
وتُعطى المركبات السابقة بأقل جرعة ممكنة قادرة على تحسين الحالة، ويجب الاستمرار بعيار التستسترون و 17 هيدروكسي بروجسترون للتأكد من فعالية العلاج.
- مضادات الأندروجين :

- السبيرونولاكتون (Spironolactone): مضاد أندروجيني ويُستخدَم كدواء مدرّ للبول لعلاج ارتفاع الضغط الشرياني والوذمات وهو مدر حافظ للبوتاسيوم بالدم يعطى 50 - 200 ملغ/يوم.
- سيبروتيرون أسيتات (Cyproterone Acetate) : وهو أفضل مركب دوائي مضاد للأندروجين، يُعطى بجرعة (10 - 100) ملغ/يوم في الأيام العشر الأولى من الدورة الطمثية. توجد مشاركة بينه وبين الإيثنيل استراديول Ethinyl Estradiol في مركب يُدعى Diane يُستعمَل كمانع للحمل ومضاد للشعرانية.
- مثبطات الخميرة 5-ألفا-ريدكتاز (كالفيناستريد Finasteride): تُعتبَر معالجة غير موثوقة النتائج.
- علاج الأورام : الجراحة.
- المعالجات الموضعية : كإزالة الأشعار بالمستحضرات الموضعية والأجهزة المزيلة للاشعار (وهي معالجات مؤلمة ودائمة شهرياً)، أو باستخدام الليزر كحل أخير ونهائي تقريباً.

## وصلات خارجية
- Why the Bearded Lady Was Never a Laughing Matter: Hirsutism